# Paul Swarbrick
Paul Swarbrick (Garstang, 2 luglio 1958) è un vescovo cattolico britannico, dal 12 febbraio 2018 vescovo di Lancaster.

## Biografia
Paul Swarbrick è nato a Garstang il 2 luglio 1958 in una famiglia con cinque figli.
Ha studiato presso la Lancaster Royal Grammar School a Lancaster e successivamente presso lo Ushaw College, chiuso poi nel 2011, nel villaggio minerario di Ushaw Moor, nella contea di Durham.

### Ministero sacerdotale
È stato ordinato presbitero il 10 luglio 1982 dal vescovo Brian Charles Foley.
Dopo l'ordinazione sacerdotale è stato vicario parrocchiale presso le parrocchie di Saint Mary's a Kells, una località di Whitehaven dal 1982 al 1983, di Saint Maria Goretti a Preston dal 1983 al 1984 e di Saint Cuthbert's a Blackpool dal 1984 al 1990, dove è stato anche cappellano per la St Mary's Catholic High School.
Nel 1990 è stato inviato come fidei donum nella diocesi di Monze, in Zambia. Rientrato in patria nel 2005, ha svolto il suo servizio pastorale in due parrocchie di Preston, prima in quella di English Martyrs dal 2006 al 2007 come vicario parrocchiale, e poi in quella di Sacred Heart and Saint Walburge's dal 2007 al 2010 come parroco. Nel 2010 è stato nominato parroco di Christ the Good Shepherd a Workington.

### Ministero episcopale
Il 12 febbraio 2018 papa Francesco lo ha nominato vescovo di Lancaster. Ha ricevuto l'ordinazione episcopale il 9 aprile seguente per imposizione delle mani del suo predecessore, il vescovo emerito Michael Gregory Campbell.
Nel 2024 ha diffuso una lettera pastorale in merito alla nuova legge proposta nel Regno Unito riguardo al suicidio assistito e all'eutanasia, dichiarando l'assoluta sacralità della vita ed esortando i fedeli a rimanere saldi nella Speranza offerta da Cristo nei momenti di maggior sofferenza.
Si è anche espresso più volte contro la guerra e le immense devastazioni conseguenti in termini di perdite di vite umane, rimproverando il colpevole silenzio dei media occidentali nei diversi conflitti in Africa, tra i quali il più sanguinoso è stato conflitto in Sudan del 2023.

## Genealogia episcopale
La genealogia episcopale è:
- Cardinale Scipione Rebiba
- Cardinale Giulio Antonio Santori
- Cardinale Girolamo Bernerio, O.P.
- Arcivescovo Galeazzo Sanvitale
- Cardinale Ludovico Ludovisi
- Cardinale Luigi Caetani
- Cardinale Ulderico Carpegna
- Cardinale Paluzzo Paluzzi Altieri degli Albertoni
- Papa Benedetto XIII
- Papa Benedetto XIV
- Papa Clemente XIII
- Cardinale Marcantonio Colonna
- Cardinale Giacinto Sigismondo Gerdil, B.
- Cardinale Giulio Maria della Somaglia
- Cardinale Carlo Odescalchi, S.I.
- Cardinale Costantino Patrizi Naro
- Cardinale Serafino Vannutelli
- Cardinale Domenico Serafini, Cong. Subl. O.S.B.
- Cardinale Pietro Fumasoni Biondi
- Arcivescovo Filippo Bernardini
- Vescovo Franziskus von Streng
- Arcivescovo Bruno Bernard Heim
- Cardinale Basil Hume, O.S.B.
- Vescovo Patrick O'Donoghue
- Vescovo Michael Gregory Campbell, O.S.A.
- Vescovo Paul Swarbrick